# جنگ تمام شد!
جنگ تمام شد! الهام‌گرفته از موسیقی جان و یوکو یک فیلم کوتاه انیمیشن مستقل محصول سال ۲۰۲۳ است که توسط دیو مولینز نوشته و کارگردانی شده است. این فیلم ۱۱ دقیقه‌ای از ترانه ضد جنگ جان لنون و یوکو اونو به نام «کریسمس مبارک (جنگ تمام شد)» الهام گرفته و این ترانه در فیلم استفاده شده است. فیلم همچنین بر اساس داستانی از دیو مولینز و شان اونو لنون ساخته شده است. این فیلم توسط برد بوکر تولید شده و تولید آن توسط بوکر و استودیوی انیمیشن‌سازی الکترولیگ، مستقر در لس‌آنجلس، که متعلق به مولینز است، به همراه همکاری لنونو میوزیک، شان اونو لنون و یوکو اونو انجام شده است. موسیقی متن فیلم توسط توماس نیومن ساخته شده است.

## داستان
در یک واقعیت جایگزین از جنگ جهانی اول، یک کبوتر قهرمان پیام‌ها را از یک سمت میدان نبرد به سمت دیگر می‌رساند. این پیام‌ها بین دو سرباز که در دو طرف مقابل هم قرار دارند رد و بدل می‌شود. آنها بدون اینکه بدانند حریفشان کیست، در حال بازی شطرنج با یکدیگر هستند. با تشدید جنگ و همچنین پیشرفت بازی، آنها به مبادله حرکت‌های شطرنج خود ادامه می‌دهند که توسط کبوتر شجاع تحویل داده می‌شود. هر کس که برنده بازی شود، چیزی که قطعی است این است که در جنگ هیچ برنده‌ای وجود ندارد.

## تولید
«جنگ تمام شد! الهام‌گرفته از موسیقی جان و یوکو» یک فیلم کوتاه انیمیشنی است که توسط استودیو الکترولیگ تولید شده است. انیمیشن و جلوه‌های بصری این فیلم توسط شرکت Wētā FX، مستقر در نیوزیلند و متعلق به پیتر جکسون، خلق شده‌اند. در تولید این فیلم از موتور بازی‌سازی آنریل انجین شرکت اپیک گیمز برای ایجاد تصاویر استفاده شده است. تدوین فیلم توسط جان ک. کار انجام شده و موسیقی آن توسط توماس نیومن، آهنگساز نامزد جایزه اسکار، ساخته شده است.

## جوایز
این فیلم در تاریخ ۱۷ فوریه ۲۰۲۴، جایزه انی (Annie Award) را برای بهترین فیلم کوتاه انیمیشنی در پنجاه و یکمین دوره جوایز انی کسب کرد. سپس در تاریخ ۱۰ مارس ۲۰۲۴، برنده جایزه اسکار بهترین فیلم کوتاه انیمیشنی در نود و ششمین دوره جوایز اسکار شد.

## واکنش‌ها
کالین سوتر از وب‌سایت RogerEbert.com از این فیلم (که به عنوان بخشی از برنامه ShortsTV شامل فیلم‌های کوتاه نامزد اسکار دیده شد) تمجید کرد و اعتراف کرد که:  
«شاید من این فیلم را بیشتر از بقیه دوست داشتم چون آخرین فیلمی بود که تماشا کردم و برای یک بار هم که شده، کسی نبود که داستانی از گذشته‌اش را تعریف کند. و شاید چون من عاشق این آهنگ هستم. می‌فهمم چرا مردم در پایان فیلم چشم‌غره می‌روند، و فکر کنم خودم هم ابتدا این کار را کردم، اما در نهایت احساس کردم که با صداقت احساسی آن همراه شدم، درست مانند هر آهنگ لنون/اونو که قلبش را روی آستینش می‌پوشد. هنرمندان WETA دیجیتال با شان اونو لنون روی این اثر همکاری کردند و داستان خوبی را روایت می‌کنند، حتی اگر پایان‌بندی آن کمی اغراق‌آمیز باشد. من با این فکر وارد شدم که شاید یک موزیک ویدیو از این آهنگ به همراه تصاویر واضح از زمان حال برای انتقال پیام ببینیم. اما این فیلم یک تغییر طراوت‌بخش هم در برنامه و هم در رویکرد بود.»  
بیا همام از مجله 34th Street Magazine بیان کرد که این فیلم از نظر سبکی، کم‌ترین خلاقیت را در میان تمام نامزدهای بخش فیلم کوتاه انیمیشن داشت.